# Bartholomew Roberts
Bartholomew Roberts (született John Roberts, 1682. május 17. – 1722. február 10.) walesi kalóz, aki a 18. század elején Amerika és Nyugat-Afrika partjainál garázdálkodott. A kalózkodás aranykorának nevezett időszak alatt ő volt a legsikeresebb kalóz, összesen 470 hajót foglalt el. A Fekete Bart (angolul Black Bart, walesiül Barti Ddu) becenév jóval halála után, a 20. században ragadt rá I. D. Hooson walesi költő egyik versének köszönhetően.

## Élete

### Fiatalkora

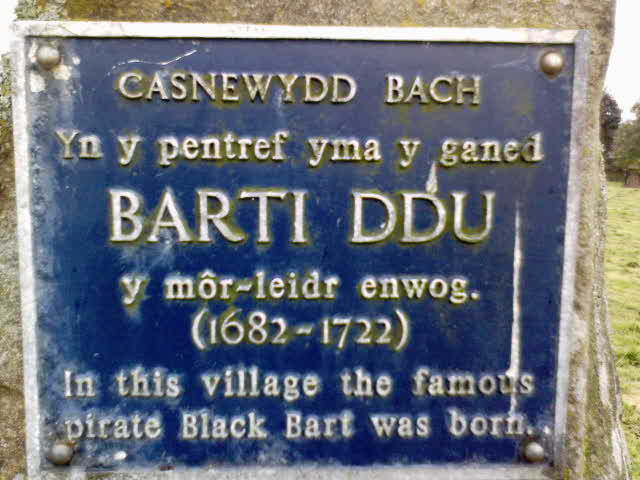
Bart Roberts emléktáblája Casnewydd Bach-ban.

Roberts 1682-ben született a pembrokeshire-i Casnewydd Bach-ban. Eredetileg John Roberts volt a neve, apja valószínűleg George Roberts volt. Nem tudni, miért változtatta meg keresztnevét, a kalózok körében azonban igen népszerű volt az álnevek használata. Talán az ismert bukanir, Bartholomew Sharp tiszteletére választotta ezt a keresztnevet. Úgy gondolják, hogy 1695-ben, 13 évesen lett tengerész, de ezek után a források csak 1718-ban említik ismét, amikor egy barbadosi szlúpon szolgált.
1719-ben a Princess nevű rabszolgaszállítón Abraham Plumb kapitány alatt harmadik tisztként szolgált. Ebben az évben, június elején a Princess kikötött az Aranyparthoz tartozó Anomabuban (Anobamo, a mai Ghána területén), amikor a vitorlást kalózok foglalták el. Kapitányuk Howell Davis volt, és két hajójuk is volt: a Royal Rover és a Royal James. Davis, csakúgy, mint Roberts walesi volt, a szintén Pembrokeshire-ben található Milford Havenben született. A Princess legénységének több tagját, köztük Robertset is, kényszerítették, hogy csatlakozzanak a kalózokhoz.
Davis hamar felismerte Roberts navigátori képességeit, és egyre többször kérte ki tanácsát. Emellett bizalmas információkat is tudott vele közölni, mivel mindketten beszéltek walesiül és a legénység többi tagja ilyenkor nem értette őket. Állítólag Roberts kezdetben nem akart kalózkodni, ám idővel megismerte az életforma előnyeit is: a kereskedőhajókon havonta kevesebb mint 3 font fizetése volt, és esélye sem volt arra, hogy kapitánnyá léptessék elő.

### Kezdeti sikerek kalózként

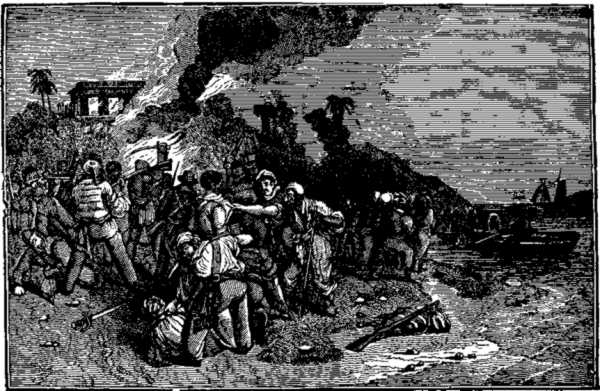
Howell Davis kapitány halála

Néhány héttel a Princess elfoglalása után a Royal Jamest el kellett hagyni a férgek okozta károk miatt. A Royal Rover ezek után Príncipe szigete felé vette az irányt. A kalózok egy angol hadihajó zászlaját húzták fel, így a vitorlást probléma nélkül a kikötőbe engedték. Néhány nappal később Davis ebédre hívta a kormányzót, azzal a szándékkal, hogy túszul ejti hajóján és váltságdíjat követel érte. Davisnek azonban felajánlották, hogy először igyanak egy pohár bort az erődben. A portugálok rájöttek, hogy a hajó kalózoké. Rajtaütöttek az erődbe igyekvő Davisen és emberein, és lelőtték a kapitányt.
Új kapitányt kellett választani. Davis legénysége „Urakra” és „Közemberekre” volt osztva, és az „Urak” joga volt új kapitányt ajánlani a legénységnek. Hat héttel azután, hogy a kalózok fogságában esett, Robertset kapitánnyá választották. Ez azért volt különös, mert nem titkolta, hogy nem akar kalóznak állni. Valószínűleg navigátori képességeinek és őszinte viselkedésének köszönhette megválasztását. Roberts maga úgy gondolta, ha már mindenképp kalózkodásra kényszerül, inkább teszi azt kapitányként, mint egyszerű matrózként.
Parancsnokként először visszatért Príncipe szigetére, ahol megbosszulta Davist. Az éj leple alatt meggyilkolták a férfi lakosság nagy részét és annyi kincset vittek magukkal, amennyit csak elbírtak. Nem sokkal később elfoglaltak egy holland vitorlást, két nappal később pedig egy Experiment nevű angol hajót. Amíg Anamboe-n vizet és élelmiszert vettek magukhoz, szavazást tartottak, hogy merre induljanak tovább: India vagy Brazília felé. A legénység az utóbbit támogatta. A sikeres út megszilárdította a legénység Roberts iránti hűségét, akiről úgy tartották, nem fog rajta a golyó, és sokat profitálhatnak abból, ha vele maradnak.

Roberts első zászlaja a kapitányt ábrázolja, ahogy a Halállal koccint

### Brazília és a Karib-térség (1719 júliusa – 1720 májusa)
Roberts legénységével átkelt az Atlanti-óceánon. Egy lakatlan szigeten, Ferdinandón vizet vettek magukhoz és megtisztították a hajótestet. Ezek után kilenc hétig a brazil partoknál maradtak, de egy hajót sem láttak. Épp indultak volna a Karib-térség felé, amikor Mindenszentek öblénél összetalálkoztak egy 42 vitorlást számláló portugál flottával, ami épp két 70 ágyúval felszerelt hadihajóra várt, amik majd átkísérik őket Lisszabonba. Roberts úgy tett, mintha a flotta egyik tagja lenne, és teljes titokban elfoglalta az egyik hajót. Kapitányának megparancsolta, hogy mutassa meg a legnagyobb kincsekkel megpakolt hajót. A kapitány ezt meg is tette. Roberts feltűnés nélkül a vitorlás mellé manőverezett, és csendben elfoglalta ezt is. Mire a kísérő hadihajók megérkeztek, a kalózok már messze jártak. A zsákmány 40 000 portugál aranypénz, ékszerek és többek között egy, a portugál király számára tervezett gyémántberakásos kereszt volt. Roberts megtartotta a keresztet és a nyakában hordta.
A kalózok ezek után az Ördög-sziget felé vették az irányt, hogy elverjék vagyonukat. Néhány hét múlva a Surinam folyón elfoglaltak egy szlúpot. Nem sokkal később egy brigantint is megpillantottak. Roberts terve az volt, hogy a szlúppal üldözőbe veszi a brigantint, ezért negyven emberével átszállt arra, a Rover irányítását pedig Walter Kennedyre hagyta. A szlúp nyolc napra ellenszélbe került, és amikor végre sikerült visszatérnie, Roberts azt találta, hogy Kennedy elhajózott a Roverrel és magával vitte a zsákmány megmaradt részét is. A kapitány Fortune-ra (Szerencse) keresztelte át a szlúpot, és legénységével megalkotta a kalózesküt (Pirate Code), amire a Bibliára tett kézzel fel kell esküdniük. Roberts a következő témákat szabályozta kalózesküjével:
1. Mindenki jogosult szavazni és minden szavazat egyenrangú
2. Mindenki egyenlően részesedik a zsákmányból, a csalókat meg kell büntetni
3. Pénzért kártyázni és kockázni tilos
4. Éjszaka a fényeket kötelező eloltani
5. A fegyverek tisztán tartása mindenkinek a saját felelőssége
6. A fedélzetre nő és gyermek nem léphet
7. A dezertőrök büntetése
8. A fedélzeten nincs verekedés, a szárazföldi párbaj szabályai
9. A sérülések után fizetendő kárpótlás
10. Részesedések a zsákmányból
11. A zenészeknek kötelező játszani, ha a legénység arra kéri őket

1720 februárjában a francia Montigny la Palisse kalóz Sea King nevű szlúpjával csatlakozott Robertsékhez. A barbadosiak két jól felfegyverzett hajót, a Summersetet és a Philipát is felszerelték, hogy véget vessenek a kalózok portyázásának. Február 6-án találkoztak is Robertsék flottájával. A Sea King gyorsan elmenekült, a Fortune azonban harcba keveredett, és csak nagy veszteségek árán sikerült elmenekülnie. Roberts Dominika felé vette az irányt, hogy megjavíthassa hajóját. Útközben legénységének 20 tagja vesztette életét a csata során szerzett sérüléseik miatt. A barbadosiak mellett két szlúpot a martinique-iak is a kalózok keresésére küldtek, így Roberts bosszút esküdött a két nép ellen. Ennek megerősítéseként egy új lobogót is készíttetett, ami saját magát ábrázolta, ahogy egy barbadosi (ABH, A Barbadian's Head, egy barbadosi feje) és egy martinique-i (AMH, A Martiniquian's Head, egy martinique-i feje) koponyáján áll.

### Új-Fundland és a Karib-térség (1720 júniusa – 1721 áprilisa)
A Fortune ezek után északnak, Új-Fundland felé indult. Kifosztották az Új-Skóciában található Cansót, valamint a Cape Breton sziget közelében és Új-Fundland partjainál több hajót is elfoglaltak. Roberts behajózott Ferryland kikötőjébe, ahol tucatnyi hajót zsákmányolt. Június 21-én megtámadta a sokkal nagyobb trepassey-i kikötőt. A Jolly Roger látványától a legtöbb hajót kapitánya és legénysége pánikszerűen elhagyta, így a kalózok harc nélkül elfoglalták azokat. Összesen 22 vitorlást zsákmányoltak, Robertset azonban felbosszantotta a matrózok és kapitányok gyávasága. Minden reggel ágyúdörgésre a parancsnokoknak meg kellett jelenniük Roberts előtt, azzal a feltétellel, hogy aki hiányzik, annak hajóját felgyújtják. A kalózok a Fortune-t egy bristoli briggre cserélték, amit 16 ágyúval szereltek fel. Amikor június végén elhagyták a kikötőt, az összes hajót felgyújtották. Júliusban kilenc vagy tíz francia vitorlást foglaltak el, amik közül egyet megtartottak. Nevét Good Fortune-ra változtatták és 26 ágyúval szerelték fel. Ezzel a sokkal jobban felfegyverzett hajóval további vitorlásokat fosztottak ki, mielőtt visszatértek volna a Karib-tengerre. Ekkorra Montigny la Palisse ismét csatlakozott hozzájuk.
1720 szeptemberében a Good Fortune-t megjavították és rendbe tették Carriacou szigetén, majd Royal Fortune-ra keresztelték át. Roberts ezt a nevet később több hajónak is adta. A hónap végén a Royal Fortune és a Fortune Saint Christopher szigete felé vette az irányt, és a Jolly Rogert felhúzva, hangos dob- és trombitaszóval kísérve, behajózott Basse Terra Road kikötőjébe. A közelgő kalózhajót látva az összes kapitány megadta magát. A kalózok ezek után Saint-Barthélemy szigetére mentek, ahol a kormányzó beleegyezésével hetekig mulatoztak. Október 25-én már ismét úton voltak, Saint Lucia közelében három nap alatt 15 francia és angol hajót foglaltak el. Ezek között volt a Greyhound is, aminek tisztje, James Skyrme, csatlakozott a kalózokhoz. Később ő lett Roberts Ranger nevű kísérőhajójának kapitánya.
Ebben az időszakban Roberts elfoglalt egy 52 ágyús hadihajót. A hajón utazott Martinique kormányzója, akit Roberts felakasztott, a vitorlást pedig Royal Fortune néven megtette zászlóshajójának.
1721 tavaszára Roberts garázdálkodása majdnem megbénította Nyugat-India tengeri kereskedelmét. A Royal Fortune és a Good Fortune így Nyugat-Afrika felé indult. Április 18-án a Good Fortune parancsnoka, Thomas Anstis az éj leple alatt elhagyta Roberts flottáját és visszatért a Karib-térségbe. A Royal Fortune ennek ellenére folytatta kelet felé az útját.

### Nyugat- Afrika (1721 áprilisa – 1722 januárja)
Április végén Zöld-foki Köztársaság partjaihoz értek. A Royal Fortune erősen szivárgott, ezért otthagyták és a Sea Kinget Royal Fortune-ra nevezték át. Az új zászlóshajóval június elején Guineánál, a Szenegál folyó torkolatának közelében értek partot. Itt egy 10 és egy 16 ágyús francia hajót is elfoglaltak, amelyeket megtartottak maguknak. A Comte de Toulouse-t Rangerré nevezték át, míg a másik a Little Ranger nevet kapta, és raktárhajónak használták. A Ranger kapitánya Thomas Sutton lett, míg a Little Ranger-é James Skyrme.
Roberts ezek után Sierra Leone felé vette az irányt, ahová június 12-én érkezett meg. Itt megtudta, hogy a Brit Királyi Haditengerészet két hadihajója, a HMS Swallow és a HMS Weymouth április végén hajózott ki és még karácsony előtt visszatérnek. Augusztus 8-án Roberts Point Cestonnál két hatalmas vitorlást is elfoglalt. Az egyik az Onslow nevű, katonákat szállító fregatt volt. A katonák egy része csatlakozni akart a kalózokhoz, akik végül befogadták őket, de mivel nem tengerészek voltak, a rendes részesedés negyedét kapták meg csak. Az Onslow-t a negyedik Royal Fortune-né alakították át. Novemberben és decemberben a kalózok Cape Lopezen és Annobón szigetén rendbe tették hajóikat. A Ranger kapitányát leváltották Skyrme-re. 1722 januárjában a térségben rengeteg hajót kifosztottak, majd megtámadták Ouidah kikötőjét. Az itt horgonyzó 11 vitorlás azonnal megadta magát.

### Halála

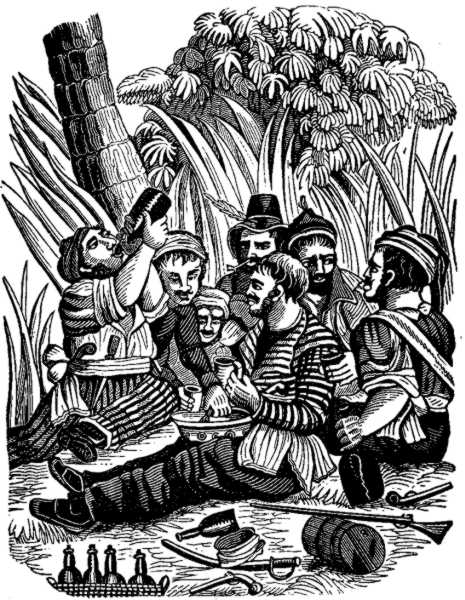
Bartholomew Roberts legénysége a Calabar folyónál tivornyázik. A legtöbb kalóz részeg volt, amikor a Swallow megérkezett.

1722. február 5-én a HMS Swallow Chaloner Ogle kapitány irányítása alatt megközelítette a Cape Lopeznél épp hajóikat, a Royal Fortune-t, a Rangert és a Little Rangert, javító kalózokat. A hadihajó irányt változtatott, hogy kikerüljön egy turzást, aminek köszönhetően a kalózok azt hitték, hogy egy menekülő kereskedőhajóval van dolguk. A Ranger üldözőbe vette. Amikor a többi kalózhajótól hallótávolságon kívül értek a Swallow tüzet nyitott a Rangerre. Tíz kalóz életét vesztette, Skyrme lábát pedig leszakította egy ágyúgolyó. Mindezek ellenére a kapitány nem volt hajlandó elhagyni fedélzetet. Nem sokkal később a Swallow legyőzte a Rangert és legénységét életben maradt tagjait letartóztatták.
Február 10-én a Swallow visszatért Cape Lopezbe. A Royal Fortune még mindig ott volt. Előző nap Roberts sikeresen elfoglalta a Neptune-t, így a legtöbb kalóz részeg volt. Először azt hitték, hogy a Ranger tért vissza, ám a Swallow egy korábbi dezertőre felismerte a vitorlást és értesítette az épp a Neptune kapitányával reggeliző Robertset. Szokásához híven, mint minden csata előtt a kalózvezér magára vette legdíszesebb ruháját, kezébe vette a kardját és két pisztolyát a vállára szíjazta.
A kalózok terve az volt, hogy elhajóznak a Swallow mellett. Ez azt is jelentette, hogy egy sortüzet el kell szenvedniük, de ezek után jó eséllyel a tengerre szökhetnek. Azonban a kormányosnak nem sikerült a megfelelő irányt tartania és a Swallownak sikerült még egy sortüzet leadnia a Royal Fortune-ra. Robertset kartácsgolyó ölte meg, a fedélzeten állva a lövedék a nyakát találta el. Mielőtt az ellenség kezébe kerülhetett volna, legénysége vitorlavászonba tekerte holttestét és a tengerbe dobta. A testet később sem találták meg. Roberts halála mind a kalóztársadalmat, mind pedig a Királyi Haditengerészetet megrázta, a helyi kereskedők legyőzhetetlennek tartották. Sok történész szerint halála egyben a kalózkodás aranykorának nevezett időszak végét is jelentette, a csata pedig a kalózok elleni harc egyik fordulópontja is lett egyben.

## Halála után
A kapitány halála után a csata még két óráig tartott, míg végül a Royal Fortune főárbóca eltört és a kalózok megadták magukat. Az egyikük, John Philips, megpróbálta felrobbantani a hajó lőszerraktárát, de megakadályozták ebben. A csatában Roberts mellett még két kalóz vesztette életét. A brit haditengerészet összesen 272 embert tartóztatott le. Ezek közül 65 fekete volt, akiket eladtak rabszolgának. A többieket, akik túlélték a visszautat, Cape Coast-i kastélyba vitték. 54 embert halálra ítéltek, akik közül 52 felakasztottak, míg ketten ideiglenesen haladékot kaptak. Húszan szerződést kötöttek a Royal African Companyval. Tizenhét kalózt Londonba küldtek tárgyalásra, míg az elfogott emberek több mint harmadát felmentették és szabadon engedték.
A születési adatok alapján a kalózok 42%-a a devoni Cornwallban, illetve Somersetben született, míg 19%-uk Londonban. Kisebb arányban voltak észak angliaiak és walesiek, míg a teljes legénység negyede más területekről – Írország, Skócia, Nyugat-India, Hollandia, Görögország – származott.
Chaloner Ogle kapitányt lovaggá ütötték, ő lett az egyetlen haditengerészeti tiszt, akit kalózok elleni tetteiért részesítettek ilyen kitüntetésben. Emellett a Roberts kabinjában talált aranyport is megtartotta és végül admirálissá is előléptették.

## Személyisége
Robertsről a legtöbb információ megtalálható Charles Johnson A legnevezetesebb kalózok rablásainak és gyilkosságainak históriája (eredeti cím: A General Historie of the Robberies and Murders of the Most Notorious Pyrates) című munkájában, amit 1724-ben, néhány évvel a kapitány halála után adtak ki először. Johnson könyvében róla ír a legtöbbet és sötét bőrtónusú, negyven év körüli, bátor férfiként ábrázolja. Bátorságáról nem csak ő emlékezett meg: Új-Anglia kormányzója szerint „senki nem tudja visszatartani bátorsága keltette ámulatát”. Roberts utálta a gyávákat, éppen ezért amikor Trepassey kikötőjében a 22 hajó legénysége megpillantva a kalózokat harc nélkül elmenekült, féktelen haragra gerjedt.
Roberts a legtöbb korabeli kalózhoz hasonlóan kedvelte a díszes, elegáns ruhákat és ékszereket, volt azonban néhány olyan szokása, ami szokatlannak számított a kalózok körében, nevezetesen, hogy szívesebben ivott teát, mint rumot. Gyakran jellemzik antialkoholistaként és szombatosként, erre azonban nincs hiteles forrás. A tengeren egyértelműen utálta a részegeskedést, ennek ellenére úgy tűnik, ő maga sört ivott. Ironikusan legyőzésében legénysége részegsége is közre játszott. Az, hogy szombatos lett volna abból a tényből következne, hogy kalózesküjében kikötötte, hogy szombaton nem játszhatnak a zenészek a hajóján, bármelyik másik napon azonban a legénység kérésére kötelező volt zenélniük – ez a szabály talán csak azért született, hogy legyen egy nap, amikor a zenészek pihenhetnek.
Roberts sok kortársával, például Edward Low-val ellentétben nem bánt rosszul foglyaival, azonban olyan jól sem, mint Samuel Bellamy, Howell Davis vagy Edward England. Az együttműködést mutató kapitányoknak és embereknek gyakran ajándékot adott, például ékszereket, vagy az elfoglalt rakomány egy részét. Azonban ha úgy érezte, legénysége elvárja, bántalmazta a foglyokat.
1997-ben egy író azt állította, hogy Roberts transzvesztita volt, és így eredetileg nő volt. Érvnek azt hozta fel, hogy halálakor holttestét azért dobták a tengerbe, hogy ezt a tényt titkolják. Emellett azonban semmi bizonyíték nincs erre az állításra. A könyv azonban nem magyarázza meg azt, hogy ha Roberts tényleg nő lett volna, miért hozott volna olyan szabályt, hogy aki hajójára akár csak álruhában is nőt hoz, azt megölik. Ez lebukása esetén a saját halálához vezetett volna. A korban igen elterjedt volt a kalózkapitányok körében, hogy ha csatában meghalt, kívánsága szerint testét a vízbe dobják, megakadályozva ezzel, hogy a haditengerészet elrettentésképp holttestét közszemlére tegye.

Fekete Bartot gyakran az egyik legsikeresebb kalózként emlegetik. Minden bizonnyal hihetetlenül nyereséges kalóz volt, állítólag több mint 200 hajót és mai mércével mérve több tízmillió értékű kincset vitt el, de a „sikeres” kifejezés meglehetősen vitathatóvá válik, mivel karrierje mindössze két és fél évig tartott, mielőtt elérte volna. erőszakos vége.
Roberts stílusos és hiú volt, hajlamos a finom, élénk színű ruhák és a gyönyörű ékszerek viselésére. Roberts leírásai kétségtelenül hatással voltak arra, hogyan ábrázolják a kalózokat Hollywoodban. Történelmi beszámolók szerint Roberts skarlátvörös nadrágot, derékpántot és felöltőt viselt. A háromszögletű kalap és a gyémánttal kirakott kereszt volt a jellemzője, amelyet egy hivalkodó aranyláncon viselt.
Ahogy a kereszt is mutatja, Roberts furcsán jámbor ember volt. Vallási szertartásokat tartott a hajó fedélzetén, és soha nem támadott szombaton. Megtiltotta továbbá az alkoholfogyasztást a fedélzeten, valamint a szerencsejátékot és a paráznaságot. Azok, akik hűségesek voltak Robertshez, hevesen hűségesek voltak, de a történészek úgy vélik, hogy legénységének egyharmada kényszerkalóz volt. A dezertálások elkerülése érdekében Roberts elkerülte a vendégszerető kikötőket, és gyakran hosszú ideig a tengeren maradt. Roberts kalózként elért sikere a jelentések szerint majdnem leállította a transzatlanti hajózást.

## Alakja a modern kultúrában
- Bart Roberts egyike azon négy kalózkapitánynak, akiket Robert Louis Stevenson megemlít a A kincses szigetben.[49]
- Számos regény született, aminek ő a főhőse: például The Devil's Captain (1992) Philip Shea-tól, The Requiem Shark (1999) Nicholas Griffintől, és The Devil's Captain (2000) Frank Sherrytől. Walesiül I. D. Hooson írt balladát róla, amit Alun Hoddinott megzenésített.
- A 2007-es A Karib-tenger kalózai: A világ végén című filmben megemlítik, mint a kalózeskü egyik alapítóját. Az alkotásból készült videójátékban ezek mellett nem játszható karakterként is megjelenik, hangját Fred Tatasciore kölcsönzi.
- A 2013-ban megjelent  Assassin's Creed IV: Black Flag című videójátékban ő az egyik legyőzendő karakter. Hangját Oliver Milburn kölcsönzi.

## Fordítás
- Ez a szócikk részben vagy egészben  a   Bartholomew Roberts című angol Wikipédia-szócikk ezen változatának fordításán alapul.  Az eredeti cikk szerkesztőit annak laptörténete sorolja fel. Ez a jelzés csupán a megfogalmazás eredetét és a szerzői jogokat jelzi, nem szolgál a cikkben szereplő információk forrásmegjelöléseként.